# Winfried Opgenoorth
Winfried Opgenoorth (Düsseldorf, 20 de junio de 1939) es un ilustrador germano-austríaco.

## Biografía
Estudió grabado a buril, y de 1958 a 1964 diseño gráfico en la Werkkunstschule in Düsseldorf. Desde 1972 vive en Viena. Está casado con la autora de libros infantiles Christine Rettl. Ha ilustrado para Mira Lobe, Wawa Weisenberg, Wilhelm Pellert, Lene Mayer-Skumanz, Wolf Harranth, Tilde Michels, Burckhard Garbe, Friedl Hofbauer, Helmut Korherr, Gerda Anger-Schmidt, Wolfgang Wagerer, Ernst A. Ekker, Gerhard Hofer, Gabi Berger, Jutta Modler, Frauke Nahrgang, Heinz R. Unger, Georg Bydlinski, Christine Rettl, Ilse Reif-Schere, Andreas Findig, Folke Tegetthoff, Silvia Vigl, Marko Simsa, Anna Melach o Sigrid Laube, y para la revista de los Misioneros del Verbo Divino.